# Thủ Thiêm (métro de Hô Chi Minh-Ville)
Thu Thiem est une station en construction de la ligne 2 du réseau métropolitain située dans le 2e arrondissement d'Hô Chi Minh-Ville.

## Présentation
L'ouest de la gare est voisin de la rue Lương Định Của et le sud est adjacent à la boulevard Mai Chí Thọ, canal de Cá Trê.